# Ou Raadsaal
Ou Raadsaal (Magyarul ismert mint: Régi Tanácsi Kamara, vagy Régi Kormányépület) a dél-afrikai Pretoria városának egyik impozáns épülete, amely korábban a Transvaal Köztársaság parlamentjeként funkcionált, 1902-ig itt ülésezett az akkori búr volksraad (népgyűlés). 
Az épület története a 19. század végére nyúlik vissza, amikor is Paul Kruger a több alkalommal is megválasztott elnök egy tekintélyes épületet kívánt építtetni a népgyűlés számára. A Sytze Wierda tervezte épület neoreneszánsz stílusban épült meg Pretoria központjában a Templom téren. 
Emeleti termeiben került berendezésre a Transvaal Múzeum, amely azonban a hely szűkössége miatt rövidesen elköltözött. 
Az ülésterem ma is látogatható.

## Képgaléria

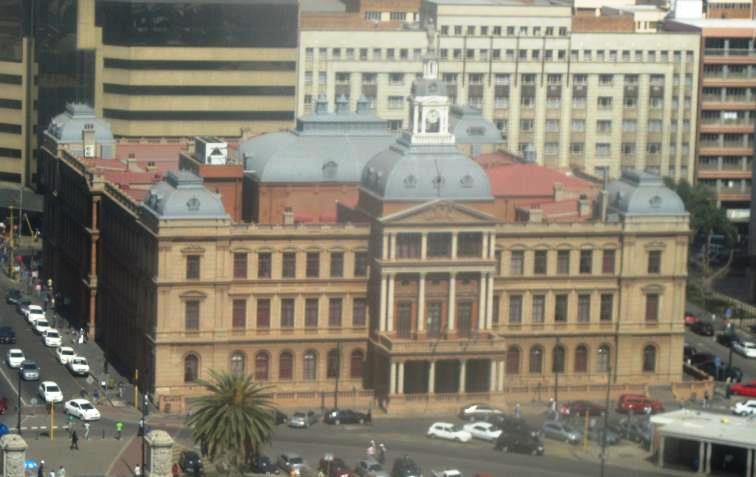
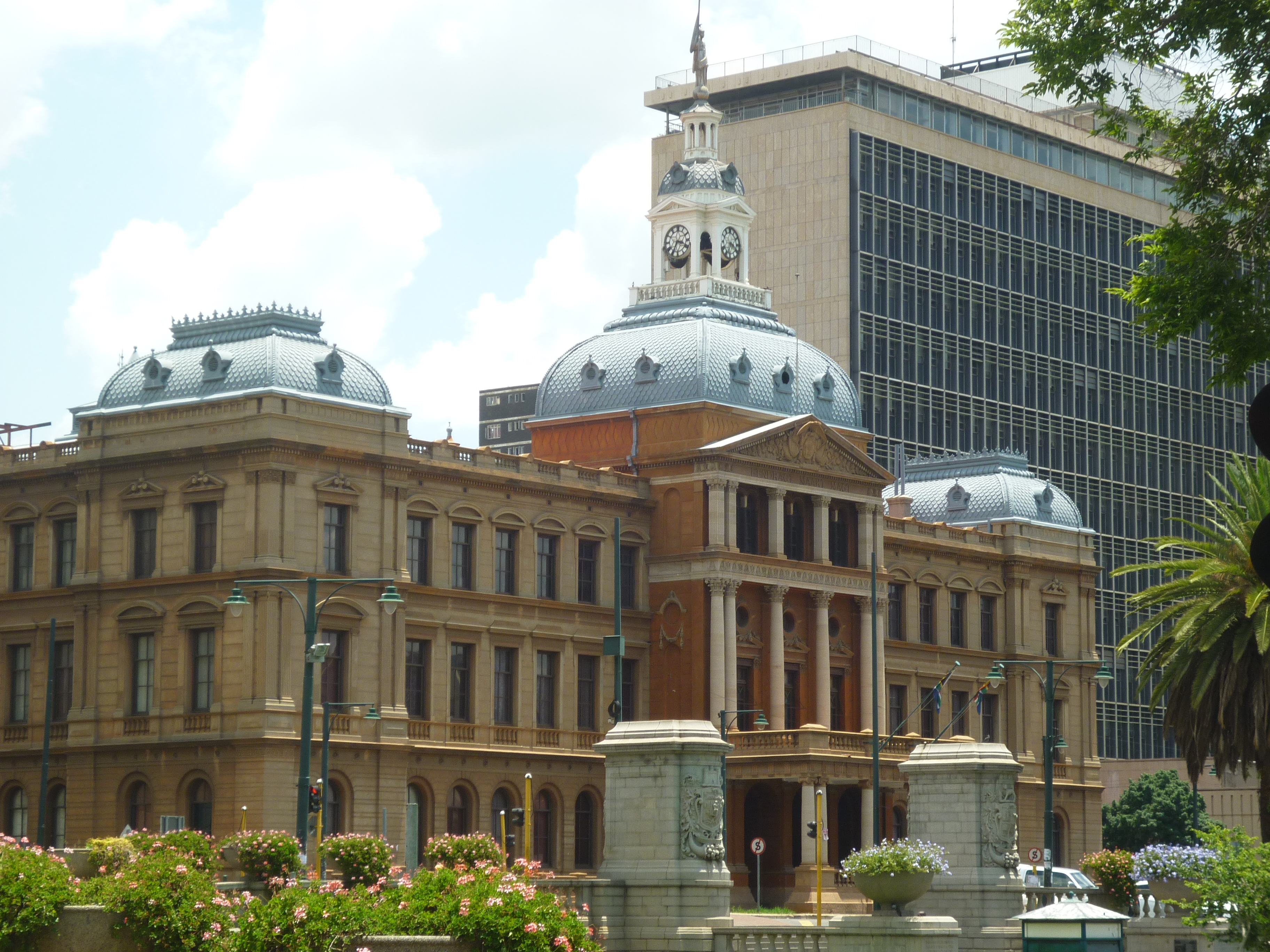
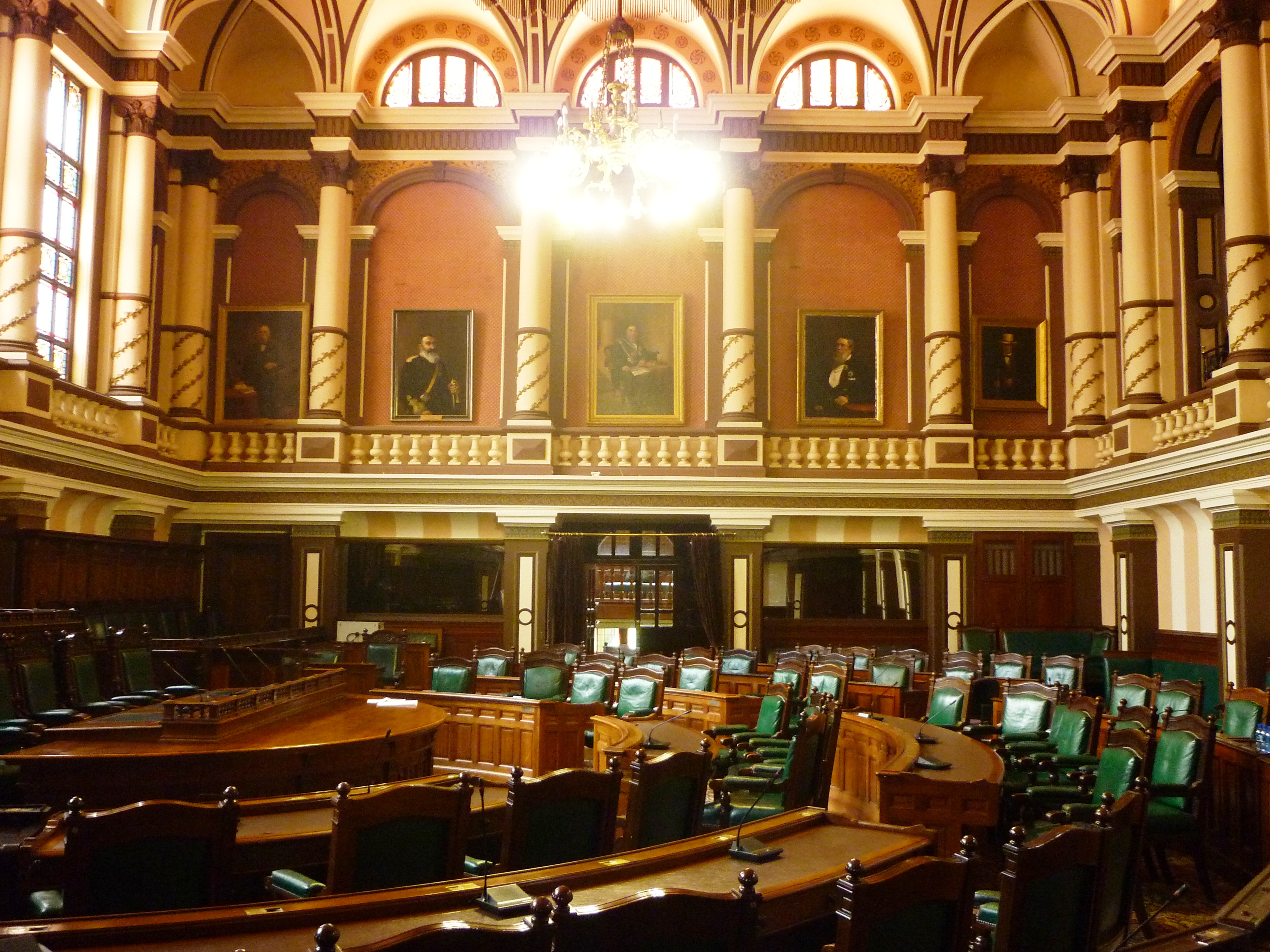
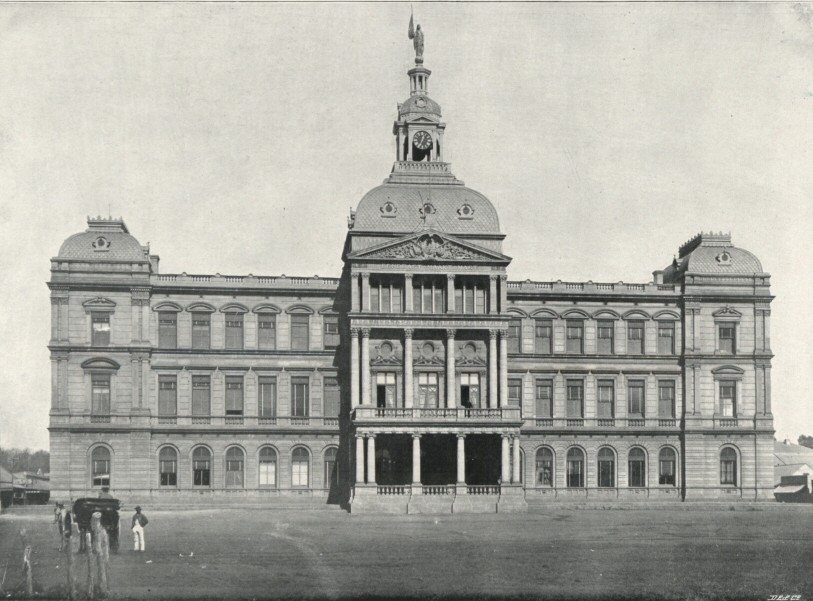

## Fordítás
- Ez a szócikk részben vagy egészben  az   Ou Raadsaal című angol Wikipédia-szócikk ezen változatának fordításán alapul.  Az eredeti cikk szerkesztőit annak laptörténete sorolja fel. Ez a jelzés csupán a megfogalmazás eredetét és a szerzői jogokat jelzi, nem szolgál a cikkben szereplő információk forrásmegjelöléseként.